# Червоний інтернаціонал профспілок
Червоний інтернаціонал профспілок (Червоний Профінтерн, Профінте́рн) — міжнародна організація радикальних профспілок, створена у Москві в липні 1921 року в ході конгресу профспілок, які не увійшли до Амстердамського інтернаціоналу.

## Історія
Метою Профінтерну була координація дій між на різних етапах комуністичними профспілками й комуністами та комуністичними організаціями, що діяли в масових профспілках. Профінтерн було організовано на противагу Амстердамському інтернаціоналу, соціал-демократичній Міжнародній федерації профспілок. Перший, установчий, конгрес Профінтерну відбувся 3 липня 1921 року. На ньому було визнано лозунг диктатури пролетаріату, було відкинуто принцип «нейтральності» профруху в політичній боротьбі. Конгрес постановив «встановити якомога більш тісні зв'язки з Комуністичним інтернаціоналом, — авангардом революційного руху у всьому світі, — на основі взаємного представництва у виконавчих органах того й іншого інтернаціоналів, спільних нарад» тощо. Конгрес поставив завдання «не руйнування, а завоювання профспілок, тобто багатомільйонної маси, що перебуває у старих профспілках». На конгресі були присутніми 380 делегатів від 41 країни.
Другий конгрес проходив з 19 листопада до 2 грудня 1922 року. На ньому були присутніми 213 делегатів від 51 організації у 41 країні. Одними з основних питань, що розглядались на цьому конгресі, були питання про роботу в «реформістських» профспілках та профспілковий рух у колоніальних країнах. Делегати висловились проти відходу від масових профорганізацій. Стосовно колоніальних країн конгрес поставив кілька завдань: створення класових виробничих профспілок; вирівнювання умов праці місцевих та європейських робітників; підтримка національно-визвольних рухів за збереження «класових позицій пролетаріату»; боротьба проти расових і національних забобон трудящих.
Загальна лінія на єдність профспілкових організацій та роботу в масових профспілках була продовжена на третьому конгресі Профінтерну, що проходив 8—22 липня 1924 року. На конгресі йшла дискусія між прибічниками єдності профспілкового руху та прибічниками створення окремих «червоних» профспілок. Трохи раніше, у червні 1924 року, на конгресі Амстердамського інтернаціоналу у Відні його ліве крило поставило питання про злиття з Профінтерном. Незважаючи на це, більшість делегатів конгресу прийняло точку зору «правих». Відповідно до цього рішення конгрес постановив у тих країнах, де створювались окремі «червоні» профспілки, — Чехословаччина, Франція та інші, — відновити єдність з масовими реформістськими профспілками. Разом у роботі конгресу брало участь 311 делегатів з 39 країн.
«Профінтерн за характером своєї роботи більше нагадує великий агітпроп чи велике видавництво, ніж організаційний центр керівництва профрухом», — відзначав у грудні 1927 року на XV з'їзді ВКП(б) Григорій Мельничанський.
1928 став роком зміни політики комуністичних організацій в усьому світі. Це виявилось як у рішеннях 9-го пленуму Виконкому Комінтерну, — лютий 1928, — так і в рішеннях 4-го конгресу Профінтерну, що проходив у квітні 1928 року. Виходячи з цієї теорії, відповідно до якої капіталізм вступає до свого завершального, «третього періоду», що відзначається загальною хвилею страйків та революційною ситуацією, основний удар комуністів мав спрямовуватись на соціал-демократичні партії та реформістські профспілки. 4-й конгрес Профінтерну ухвалив рішення про необхідність створення «червоних» профспілок у боротьбі проти реформістських профоб'єднань. Цю ж лінію було підтримано на 5-му конгресі Профінтерну наступного 1930 року.
У наступних роках у зв'язку з відходом Комінтерну від лінії «третього періоду» до тактики співпраці з реформістськими організаціями, Профінтерн переходить на ті ж позиції. У Франції, Чехословаччині, США, Румунії, Індії, Іспанії, Канаді та ряді інших країн у 1935–1937 роках відбулось об'єднання профспілок. До кінця 1937 року значна частина секцій Профінтерну припинила існування. У зв'язку з цим організація припинила свою діяльність.

## Організація і структура
Двома вищими органами Профінтерну булли Центральна рада й Виконавче бюро. Друкованим рганом Профінтерну було видання «Международное рабочее движение». Провідними постатями в Профінтерні були: Соломон Лозовський (генсек Профінтерну у 1921–1937 роках), Андрес Нін (заступник генсека Профінтерну, член Виконавчого бюро, редактор органу Профінтерну), Михайло Томський та інші.
Штаб-квартира Профінтерну розміщувалась у Москві, де проходили всі його конгреси. Окрім того, Профінтерн мів відділення у Берліні (Центральноєвропейське бюро), Парижі (Латинське бюро), Болгарії (Балканське бюро) та Великій Британії (Британське бюро). Останнє діяло спільно з Національним рухом меншості, лівим профспілковим рухом, опозиційним до офіційних лейбористських профспілок. У Північній Америці діяли Ліга робочої єдності (Канада) й Ліга об'єднаних профспілок (США). 1929 року було утворено Конфедерацію профспілок Латинської Америки як місцеву секцію Профінтерну. 1927 року було започатковано Тихоокеанський і Латиноамериканський секретаріати Профінтерну.